# Patay (Argentina)
Patay es una localidad argentina ubicada en el departamento Moreno de la provincia de Santiago del Estero. Se halla sobre la ruta provincial 174, que constituye su principal vía de comunicación vinculándola al sur con Lilo Viejo y al norte con Campo Gallo. 
Cuenta con un destacamento policial, y se prevé la construcción de cisternas para obtener agua potable.

## Población
Cuenta con 232 habitantes (Indec, 2010), lo que representa un incremento del 40,6% frente a los 165 habitantes (Indec, 2001) del censo anterior.
| Gráfica de evolución demográfica de Patay entre 1991 y 2010 |
|                                                             |
| Fuente: Censos nacionales del INDEC                         |